# Blatnice skvrnitá
Blatnice skvrnitá (Pelobates fuscus), dříve také blatnice česneková, je druh žáby z čeledi blatnicovití, která se vyskytuje v širokém pásu od západního Německa po Kazachstán včetně ČR.

## Popis
Blatnice skvrnitá je žába středních až malých rozměrů (samci 4,2–6,6 cm, samice 5,6–7,2 cm). V ČR žije v středních a nižších polohách na lehkých půdách (spraše, hnědozemě a podobně), mimo rozmnožovací období je nezávislá na vodním prostředí.
Má vpředu zašpičatělou hlavu a na ní vystouplé oči s hnědožlutou duhovkou a temenním hrbolkem. Ušní otvor není vůbec patrný. Má masivní přední končetiny, na nichž samci mívají v období rozmnožování typický pářicí mozol, zadní končetiny jsou ve srovnání s některými jinými žábami relativně krátké. Pokožka blatnice skvrnité není příliš hrubá, ačkoliv bradavičky se na ní sem tam vyskytují. Zbarvení není obvykle příliš variabilní, podkladová barva je šedavá až béžová, skvrny jsou tmavší a pískově či kaštanově hnědé až šedohnědé. Břicho je obvykle v různých odstínech šedivé.

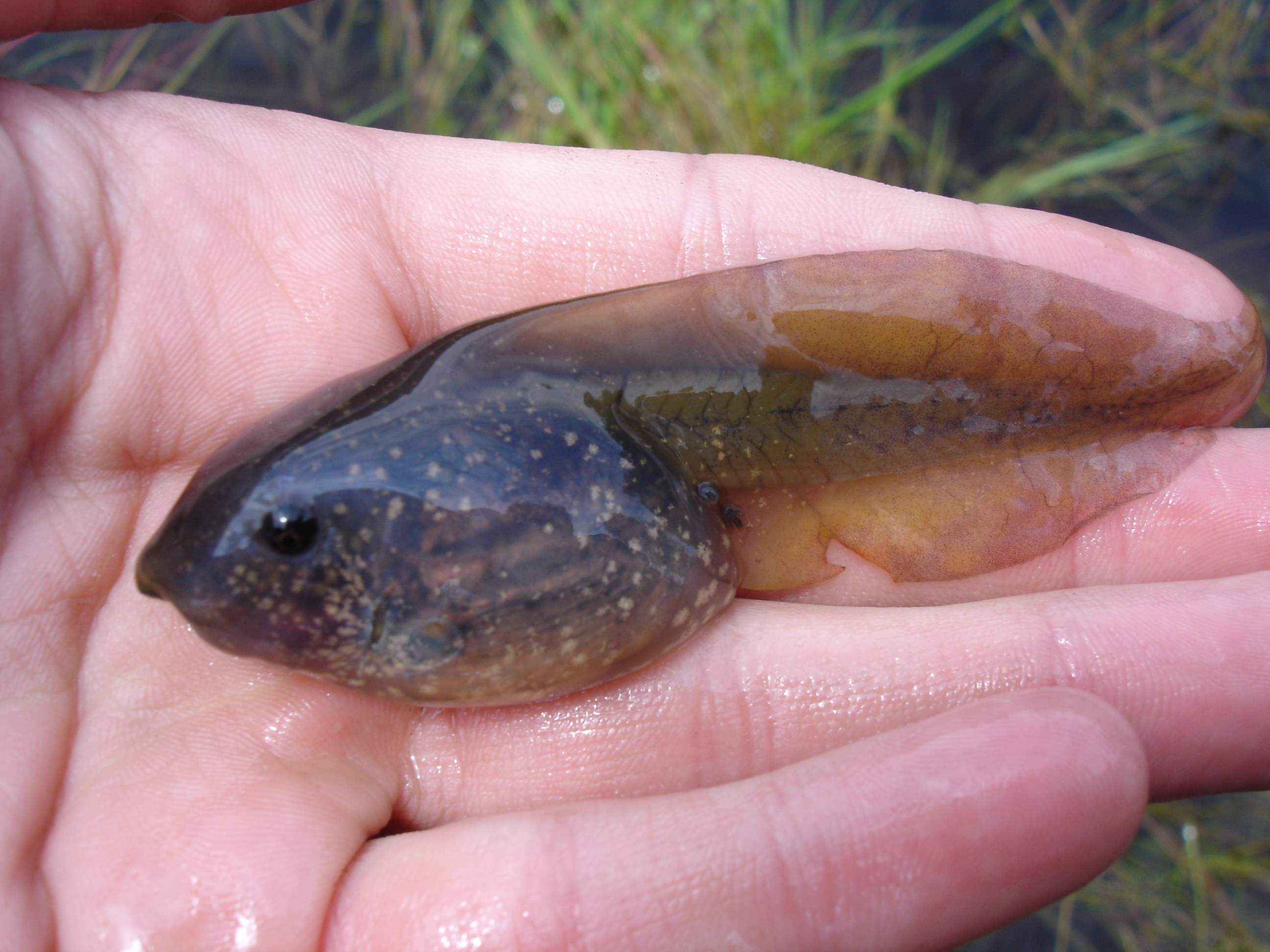
Pulec blatnice skvrnité

Blatnice klade vajíčka do provazců o délce zhruba 40–60 cm, které samice namotává na stonky vodních rostlin v hloubce kolem půl metru. Velmi nápadní jsou pulci, dosahující velikosti 8,6 až 18,2 cm (vzácně i více – v roce 2000 byl u Čermné nad Orlicí pozorován jedinec o velikosti 22,6 cm).
Je-li vyplašena, vydává hlasité zvuky a vylučuje odpudivý výměšek, který páchne po česneku; odtud pochází starší název blatnice česneková.

## Poddruhy
- Pelobates fuscus fuscus (blatnice skvrnitá evropská) – převažující poddruh
- Pelobates fuscus insubricus – poddruh rozšířený v severní Itálii[6]